# اولتیماتوم
پسا درنگ.   پسین درنگ

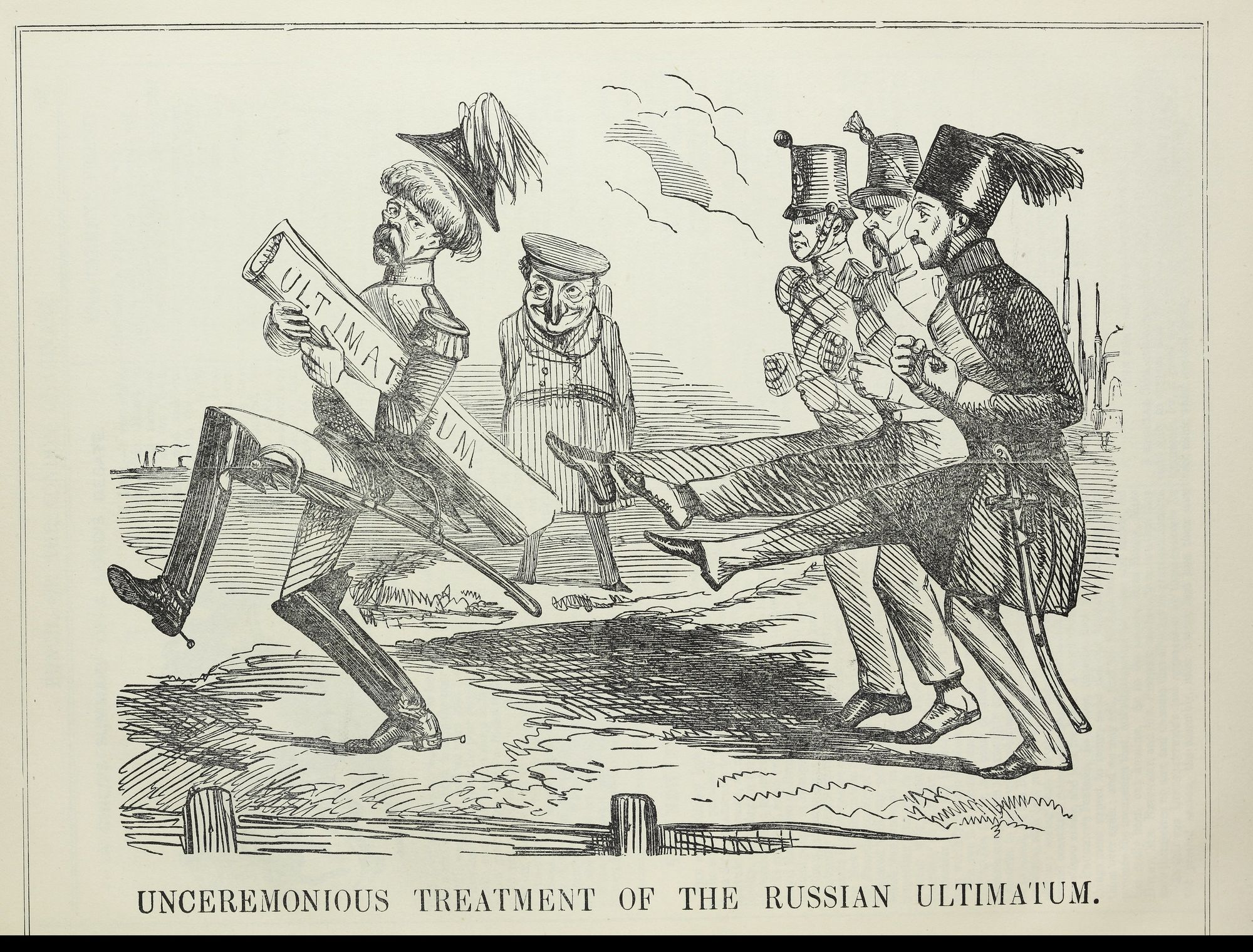
اولتیماتوم روس ها به سفیر عثمانی

پسا درنگ.  پسین درنگ. واپسین درنگ . زِنهاره یا اِتمامِ حُجَّت یا اولتیماتوم (به انگلیسی: Ultimatum) در دیپلماسی به اخطار کتبی نهایی دولتی به دولت دیگر در مورد انجام دادن کاری یا برآوردن خواسته‌ای گفته می‌شود که عدم توجه به آن ممکن است به جنگ یا اقدامات خصمانه منجر شود.

## بازدارندگی
برخلاف شرایط یک اولتیماتوم ، سناریوی بازدارندگی محدودیت های خاصی از نظر زمان ، مکان یا عمل ندارد و اگرچه ممکن است تهدیدی وجود داشته باشد ، اما تضمین رسمی اجرای آن وجود ندارد. سناریوی بازدارندگی هسته ای (به ویژه ایالات متحده و اتحاد جماهیر شوروی در جنگ سرد) نمونه خوبی از این مفهوم است: در حالی که هر دو کشور ذخیره قابل توجهی از سلاح های هسته ای را با هدف یکدیگر حفظ می کردند ، هدف این بود که از درگیری آشکار جلوگیری شود ( حلقه بسته) ، و اینکه هیچ شرط رسمی برای شروع درگیری هرگز ایجاد نشده است ، مگر به تلافی طرف مقابل که شروع به حمله کرده است. در شرایط اولتیماتومی ، مانند بحران موشکی کوبا ، اگر برخی از خواسته ها / محدودیت ها مستقل از آن توانایی تلافی جویانه که نقطه ثابتی برای بازگشت ندارد - انطباق یا جنگ ، برآورده نشود ، هر یک از کشورها استفاده از سلاح هسته ای را تهدید می کند.

## نیاز به اقدام نظامی
همچنین یک اولتیماتوم می تواند مشروعیت اقدامات نظامی را فراهم کند.

### متعاقب منشور ملل متحد
منشور ملل متحد نه تنها استفاده از زور بلکه تهدید چنین استفاده از زور را نیز منع می کند ، اما بحث بر سر این است که آیا این ممنوعیت فقط برای تهدیدهای معتبر (از نظر نظامی) اعمال می شود ، خواه تهدید به استفاده از زور در دفاع از خود مجاز است ، و چه اقداماتی (لزوماً با تهدید کلامی همراه نیست) می تواند تهدید محسوب شود. دیوان بین المللی دادگستری در مورد قانونی بودن استفاده از تهدیدها راهنمایی کرده است: به طور کلی ، اگر استفاده از زور قانونی باشد ، تهدید چنین استفاده از زور نیز قانونی است ، و اگر بعداً استفاده واقعی از زور قانونی شناخته شود ، سپس تهدید قبلی نیز قانونی تلقی می شود.

## مزایا و معایب
بازیگری که طرف مقابل خود را با یک اولتیماتوم معرفی می کند باید آماده باشد تا تهدید را جبران کند ، به عنوان مثال ، اگر طرف مقابل به خواسته های خود عمل نکند ، اقدام نظامی را آغاز می کند. اگر بازیگر تهدید شده تصمیم نگیرد که آن را رعایت کند ، خطرات وجود دارد. از یک طرف ، اگر بازیگری که اولتیماتوم ارائه می دهد حاضر به انجام عمل تهدیدآمیز نباشد ، ممکن است بازیگر دیگر "بلوف خود را بخواند" و انتخاب بین سقوط تحقیرآمیز و نتیجه ناخواسته (مانند جنگ) را انتخاب کند. از طرف دیگر ، حریف ممکن است اولتیماتوم را جدی گرفته و اقدامات مقدماتی را انجام دهد. این اولتیماتوم ممکن است حریف را ترغیب کند که ثابت قدم بماند تا ضعف دیده نشود
یک خطر در اینجا این است که حریف ممکن است ادعا کند که اولتیماتوم را قبول می کند ، احتمالاً با شرایطی ، بنابراین اعتبار صادر کننده اولتیماتوم را تضعیف می کند.
خطر دیگر این است که ممکن است صادرکننده با پایان دوره زمانی درخواستی با حریف مذاکره کند و باعث تضعیف بیشتر موقعیت صادر کننده شود.

## تاکتیک ها و الزامات موفقیت
- تهدید به زور برای شکست دادن حریف یا انکار سریع اهدافش با کمترین هزینه.
- مهلت انطباق.
- اطمینان از دشمن در برابر خواسته های آینده.
- پیشنهاد انگیزه هایی برای انطباق.

## جستار(های) وابسته
- ژدون